# بازار غذاهای دریایی هوانان
بازار عمده فروشی غذاهای دریایی هوانان (انگلیسی: Huanan Seafood Wholesale Market) یک بازار حیوانات زنده و غذاهای دریایی در ووهان، استان هوبئی چین است. این بازار پس از تحقیقات اولیه توسط سازمان جهانی بهداشت در مورد شیوع کووید-۱۹ در ووهان مورد توجه رسانه‌ها قرار گرفته‌است. برخی حیوانات زنده از قبیل موش خرما، انواع پرنده و ماکیان، خرگوش، و نیز خفاش و مار نیز در این بازار به فروش می‌رسند. گوشت مار و خفاش از غذاهای مرسوم در چین به‌شمار می‌رود. این بازار در تاریخ یکم ژانویه ۲۰۲۰ برای تحقیقات بیشتر و همچنین پاک‌سازی بسته شد.